# Bombyliinae

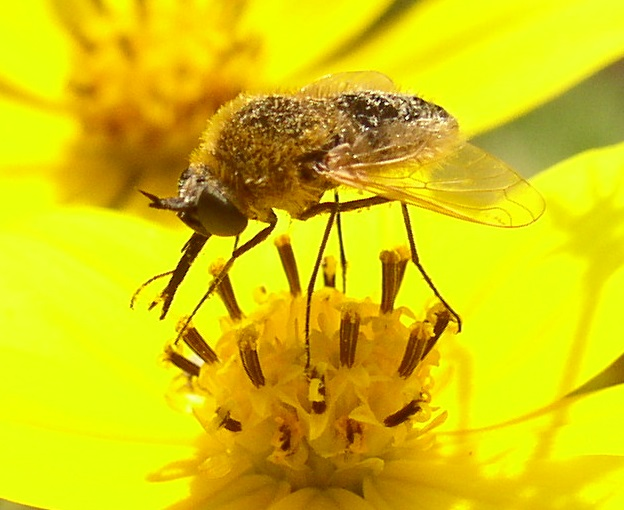
Sparnopolius confusus

Los bombilinos (Bombyliinae) son una subfamilia de dípteros braquíceros. Son casi cosmopolitas, no encontrándose en la Antártida. Se reconocen más de mil especies en 63 géneros distribuidos en 4 o 5 tribus.
Son parásitos externos de larvas de abejas y avispas que anidan en el suelo. (Yeates, D.)

## Géneros
Estos 65 géneros pertenecen a la subfamilia Bombyliinae:
- Acrophthalmyda Bigot, 1858 c g
- Adelidea Macquart, 1840 c g
- Aldrichia Coquillett, 1894 i c g b
- Anastoechus Osten Sacken, 1877 i c g b
- Apiformyia Yeates, 2008 c g
- Australoechus Greathead, 1995 c g
- Beckerellus Greathead, 1995 c g
- Bombomyia Greathead, 1995 c g
- Bombylella Greathead, 1995 c g
- Bombylisoma Rondani, 1856 c g
- Bombylius Linnaeus, 1758 i g b
- Bromoglycis Hull, 1971 c g
- Brychosoma Hull, 1973 c g
- Cacoplox Hull, 1970 c g
- Choristus Walker, 1852 c g
- Conophorina Becker, 1920 c g
- Conophorus Meigen, 1803 i g b
- Cryomyia Hull, 1973 c g
- Dischistus Loew, 1855 c g
- Doliogethes Hesse, 1938 c g
- Efflatounia Bezzi, 1925 c g
- Eremyia Greathead, 1996 c g
- Eristalopsis Evenhuis, 1985 c g
- Euchariomyia Bigot, 1888 c g
- Euprepina Hull, 1971 c g
- Eurycarenus Loew, 1860 c g
- Eusurbus Roberts, 1929 c g
- Geminaria Coquillett, 1894 i c g b
- Gonarthrus Bezzi, 1921 c g
- Hallidia Hull, 1970 c g
- Heterostylum Macquart, 1848 i c g b
- Isocnemus Bezzi, 1924 c g
- Karakumia Paramonov, 1927 c g
- Laurella Hull, 1971 g
- Legnotomyia Bezzi, 1902 c g
- Lepidochlanus Hesse, 1938 c g
- Lordotus Loew, 1863 i c g b
- Mandella Evenhuis, 1983 c g
- Meomyia Evenhuis, 1983 c g
- Muscatheres Evenhuis, 1986
- Nectaropota Philippi, 1865 c g
- Neobombylodes Evenhuis, 1978 c g
- Neodischistus Painter, 1933 c g
- Nothoschistus Bowden, 1985 c g
- Notolegnotus Greathead & Evenhuis, 2001 c g
- Othniomyia Hesse, 1938 c g
- Parachistus Greathead, 1980 c g
- Parasystoechus Hall, 1976 c g
- Parisus Walker, 1852 c g
- Pilosia Hull, 1973 c g
- Platamomyia Brèthes, 1925 c g
- Prorachthes Loew, 1869 c g
- Semistoechus Hall, 1976
- Sericusia Edwards, 1937 c g
- Sisyromyia White, 1916 c g
- Sisyrophanus Karsch, 1886 c g
- Sosiomyia Bezzi, 1921 c g
- Sparnopolius Loew, 1855 i c g b
- Staurostichus Hull, 1973 c g
- Systoechus Loew, 1855 i c g b
- Tovlinius Zaitzev, 1979 c g
- Triplasius Loew, 1855 c g
- Triploechus Edwards, 1937 i c g b
- Xerachistus Greathead, 1995 c g
- Zinnomyia Hesse, 1955 c g

Fuentes: i = ITIS, c = Catalogue of Life, g = GBIF, b = Bugguide.net